# Едгар Етелинг
Едгар Етелинг (на английски: Edgar Ætheling) е последният представител на западносаксонската кралска династия Уесекс, некоронован крал на Англия.

## Произход
Син е на Едуард Изгнаника и Княгиня Агата. Баща му, син и наследник на крал Едмънд II, получава възможност да се завърне от изгнаничеството си в Англия през 1057 г., но непосредствено след пристигането си умира, което прави едва 6-годишният по това време Едгар Етелинг претендент за короната.

## Борба за английския престол
През 1066 г. макар и получил вече официално признание за законните си права върху престола от крал Едуард Изповедника, Едгар Етелинг е отстранен от Харолд II. Смъртта на Харолд само 9 месеца по-късно в Битката при Хейстингс срещу войските на Уилям I Завоевателя налага решението на Съвета на най-влиятелните фигури в кралството (Witan или Witenagemot на англосаксонски) да обяви Едгар Етелинг за крал. Едгар обаче не разполага с ресурсите да се противопостави на Уилям Завоевателя и е принуден да се подчини. Неговата коронация така и не се състои. Англия е покорена.
Малко преди смъртта си Уилям I Завоевателя разделя кралството между синовете си Робер II, който получава Нормандия, и Уилям II, който наследява Англия. В започналата борба между тях след смъртта на баща им през 1087 г., Едгар Етелинг застава на страната на Робер II. През 1091 г. братята прекратяват съперничеството помежду си с подписването на мирно споразумение в Кан, в резултат на което Уилям II изисква от брат си да отнеме всички владения на Едгар Етелинг и да го изгони от Нормандия.
В следващите 30 години възползвайки се от убежището, което му предоставя сестра му Маргарет в Шотландия, Едгар прави неколкократни опити да организира бунтове в Англия и да си върне трона. След като участва в Първия кръстоносен поход, Едгар се връща в Нормандия, воюва на страната на Робер II срещу най-младия син на Уилям Завоевателя, Хенри I, и при поражението им в битката при Теншбре в Нормандия през 1106 г. е пленен и хвърлен в затвора. Няколко години по-късно след сватбата на Хенри с неговата племенница Едит (Матилда), Едгар е освободен.
За последните години от живота му не е известно нищо. Едгар никога не е бил женен и не оставя потомство.